# La nonna Sabella
La nonna Sabella (en italià La iaia Sabella) és una pel·lícula de comèdia italiana del 1957 dirigida per Dino Risi, basada en la novel·la homònima de Pasquale Festa Campanile. Va tenir una seqüela, La nipote Sabella, de Giorgio Bianchi.

## Argument
Raffaele, una estudiant napolitana, té notícies que la seva estimada àvia Sabella s'està morint, de manera que va de seguida a Pollena Trocchia al llit de la pobra dona moribunda. Allí troba el llogaret consternats per la seva àvia Sabella. Tots menys la dolça Carmela, l'ara madura germana de Sabella, sotmesa completament a aquesta darrera, i el carter Emilio, compromès durant vint anys, que poden realitzar el seu somni d'amor per la tossuda oposició de part de l'àvia. Però Sabella es cura miraculosament amb l'arribada del seu nebot i revela els seus plans, és a dir tornar el seu nebot al poble i obligar-lo a prometre's amb la frívola Evelina, filla d'un ric propietari de terres. Però Raffaele s'enamora de la seva històrica companya de jocs Lucía, neboda d'Emilio, que ha tornat al poble. Raffaele i Emilio uneixen forces contra l'arrogància de l'àvia Sabella i aconsegueixen enganyar-la. De fet, amb la complicitat del rector de la parròquia, Emilio es casarà en secret amb l'antiga promesa. Nonna Sabella haurà d'acceptar el matrimoni de la seva germana i beneir el matrimoni del seu nebot amb Lucia. Però Sabella es venjarà, obligant les dues casades a acollir-la a la seva lluna de mel a Roma.

## Repartiment
- Tina Pica: Iaia Sabella
- Peppino De Filippo: Emilio Mescogliano
- Sylva Koscina: Lucia
- Renato Salvatori: Raffaele Renzullo
- Rossella Como: Evelina Mancuso
- Paolo Stoppa: Evaristo Mancuso
- Dolores Palumbo: Carmela Renzullo
- Renato Rascel: Don Gregorio
- Mimo Billi: Eusebio
- Nino Vingelli

## Premis
Va guanyar la Conquilla d'Or al Festival Internacional de Cinema de Sant Sebastià 1957.